# Vlag van Galicië

Vlag van Galicië (ratio 2:3)

Staatsvlag van Galicië (ratio 2:3)

De vlag van Galicië bestaat uit een wit veld met daarop een blauwe diagonale baan, lopend van linksboven naar rechtsonder. De overheid van Galicië gebruikt als overheidsvlag dezelfde vlag, maar dan met het wapen van Galicië in het midden. De vlag werd op 29 mei 1984 officieel aangenomen.

## Ontwerp
Het ontwerp van de vlag is geregeld in artikel 6 van het Statuut van autonomie van Galicië. De vlag heeft volgens dit artikel een hoogte-breedteverhouding van 2:3.
De breedte van de blauwe baan is gelijk aan een zesde van de breedte van de vlag. Het linkerboven- en het rechteronderpunt van de vlag bevinden zich precies in het midden van deze blauwe baan. De blauwe kleur wordt gedefinieerd als "intens hemelsblauw" of licht-kobaltblauw.
Het wapen in de overheidsvlag staat precies in het midden. De breedte ervan is gelijk aan een vijfde van de totale breedte van de vlag. De hoogte van het wapen is 120% van de breedte (van het wapen) en dus gelijk aan 36% van de hoogte van de vlag.

## Geschiedenis

### Vroeg-Galicische vlaggen
In de Middeleeuwen vochten de troepen van het Koninkrijk Galicië niet onder koninklijke vlaggen, maar onder de vlaggen van de verschillende legeraanvoerders, waarvan de ontwerpen onderling veel verschil toonden.
In de 17e eeuw verscheen een vlag die een banier was van het wapen: de Heilige Graal uit het wapen te midden van zes kruizen op een witte of blauwe achtergrond.

### Huidige vlag
De huidige vlag bestaat sinds de 19e eeuw en is afgeleid van de vlag van de maritieme provincie van La Coruña. Oorspronkelijk was dit vaandel een blauw andreaskruis op een wit veld. De heilige Andreas is een van de meest populaire heiligen van Galicië en er zijn in de regio 72 parochies naar hem vernoemd. Het blauwe andreaskruis op een wit veld veroorzaakte echter verwarring met de vlag van de Russische marine, zodat in 1891 een van de twee armen van het kruis werd weggehaald.
De vlag is op een bijzondere wijze getransformeerd van maritieme vlag van La Coruña (wat ze overigens nog steeds is) naar vlag van Galicië. In de 19e eeuw emigreerden veel Galiciërs per schip vanuit La Coruña naar Amerika en velen van hen dachten onterecht dat de vlag die op de schepen wapperde de vlag van Galicië was, terwijl het de vlag van de maritieme provincie van La Coruña was. In de Nieuwe Wereld bleven zij deze vlag uitsteken als herinnering aan hun Galicische geboortegrond. Zo verwerd de vlag duizenden kilometers van Galicië een Galicisch symbool. Decennia later zou men dit symbool in Galicië zelf overnemen van (de nazaten van) de emigranten.
Sinds 29 mei 1984 is de vlag officieel in gebruik. Die dag werd een wet aangenome die het gebruik en de ontwerpdetails van de Galicische symbolen regelde. Daarbij werd ook het wapen dat in de overheidsvlag staat officieel aangenomen; dit is het gekroonde wapenschild van het oude Koninkrijk Galicië.